# Louteridium parayi
Louteridium parayi är en akantusväxtart som beskrevs av Faustino Miranda. Louteridium parayi ingår i släktet Louteridium och familjen akantusväxter. Inga underarter finns listade i Catalogue of Life.